# Архітектура Чорногорії
Архітектура Чорногорії поєднує в собі суміш багатьох впливів — від римського та венеційського до османського та сучасного часу.

## Характеристика

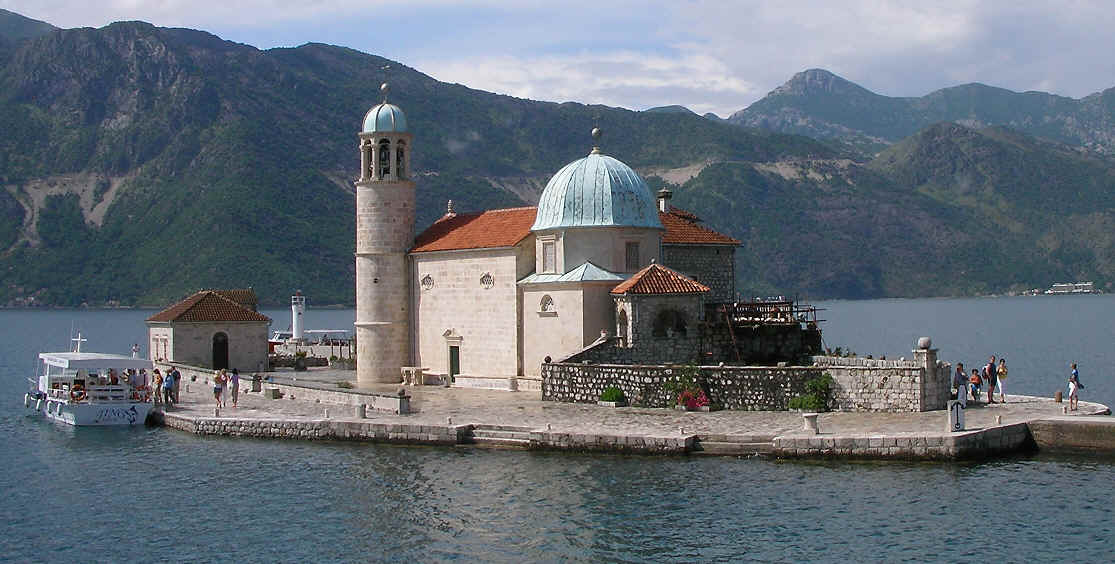
Богородиця на Скелі — острів у Которській затоці, розташований навпроти міста Пераст.

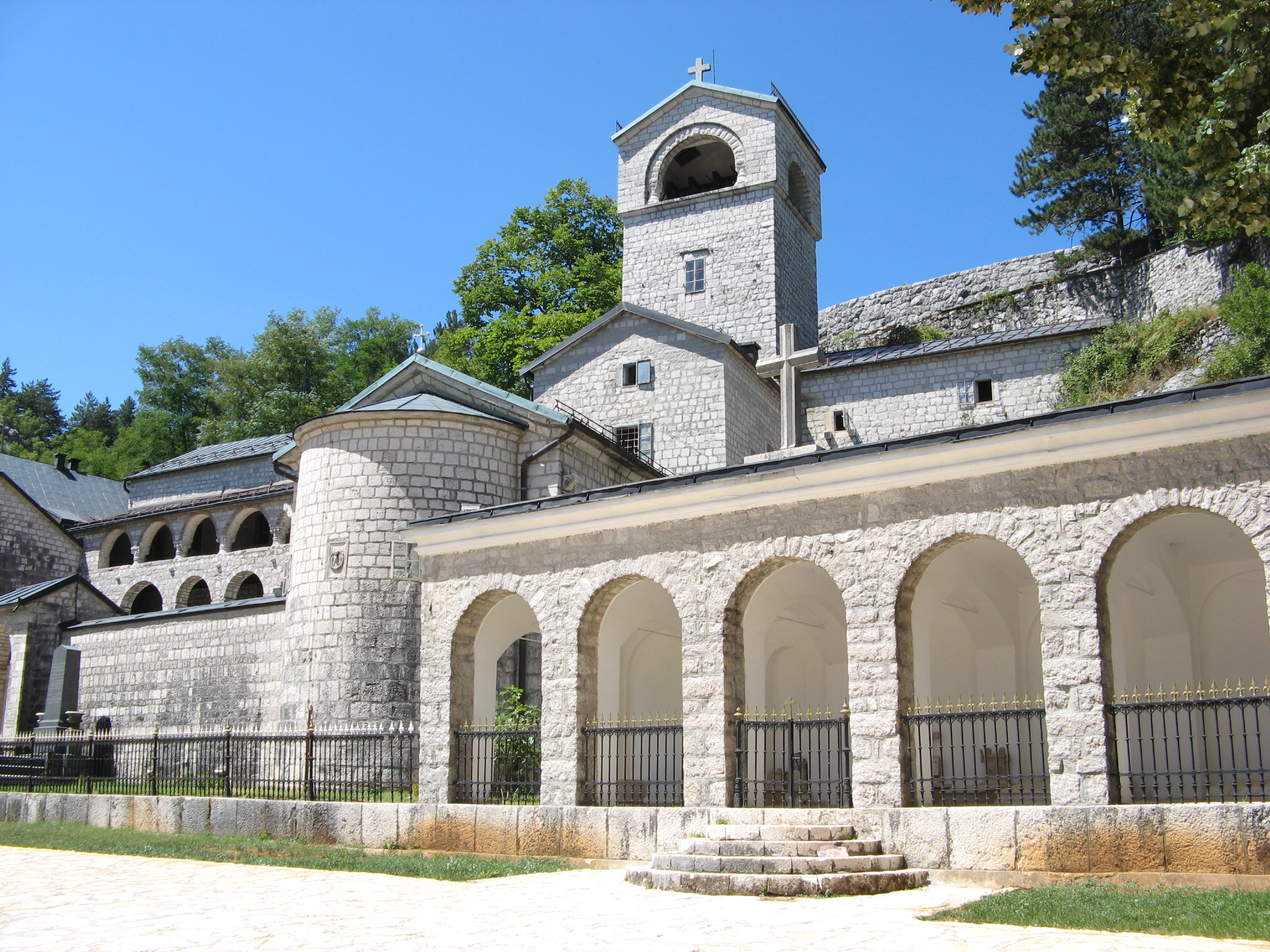
Цетинський монастир в історичній столиці Чорногорії, місті Цетине.

Чорногорія має низку значних культурних та історичних пам'яток, включаючи спадкові місця з дороманського, готичного та барокового періодів.
Чорногорський прибережний регіон особливо відомий своїми релігійними пам'ятками, серед яких собор святого Трифона, базиліка Святого Луки (понад 800 років), Богородиця на Скелі (Шкрп'єла), монастир Савина, Цетинський монастир та інші.
Ця область, яку іноді називають венеційська Чорногорія, сповнена венеційської архітектури, головним чином, в Которі і Перасті. Стародавнє місто Которі зараховано ЮНЕСКО в список Всесвітньої спадщини.
Вплив візантійської архітектури та релігійних художніх творів особливо очевидний у внутрішніх приміщеннях країни.
Більшість архітектури Чорногорії — візантійська, латинська чи венеційська (готична, романська, барокова) та османська.

## Архітектура «Storica Cattaro» (венеційська для «Старий Котор»)
Чотири століття Венеційського панування дали місту Котор типову венеційську архітектуру.

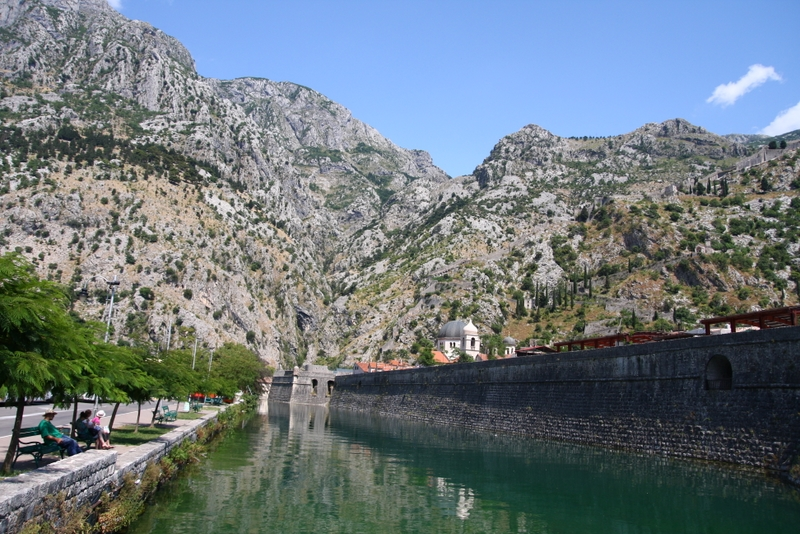
Венеційські укріплення Котора

Венеційська фортифікаційна система Котора (яку венеційці називали «Каттаро»), яка захищає її від моря, насправді є стіною 4.5 км в довжину, висотою 20 м і шириною 15 м, і зберігається ЮНЕСКО як одна з історичних цінностей у світі.
Будівництво валів було збудовано та відновлено до 18 століття. Найдавніша міська брама Каттаро з трьох існуючих у місті — це «Південна» брама, яка була частково побудована у IX столітті. Ворота «Північ» та «Головна» були побудовані в стилі ренесансу до першої половини 16 століття. Найрепрезентативнішою пам'яткою римської архітектури на Адріатиці є собор святого Трифона, побудований у 1166 році та на рештках колишнього храму з IX століття. Тут знаходяться залишки фресок 14 століття та цінна скарбниця з домашніми та венеційськими золотими творами, що датуються 14–20 століттями.
Крім Собору, в самому серці старого міста, є зразки сакральної архітектури від 12 до 20 століття:
- Романська церква св. Лукаса була побудована в 1195 році, тоді як римська церква святої Ани датується кінцем 12 століття і має фрески, що датуються 15 століттям.
- Романська церква Святої Марії датується 1221 роком. У церкві є залишки монументальної фрескової картини, а також ранньохристиянський баптистер.

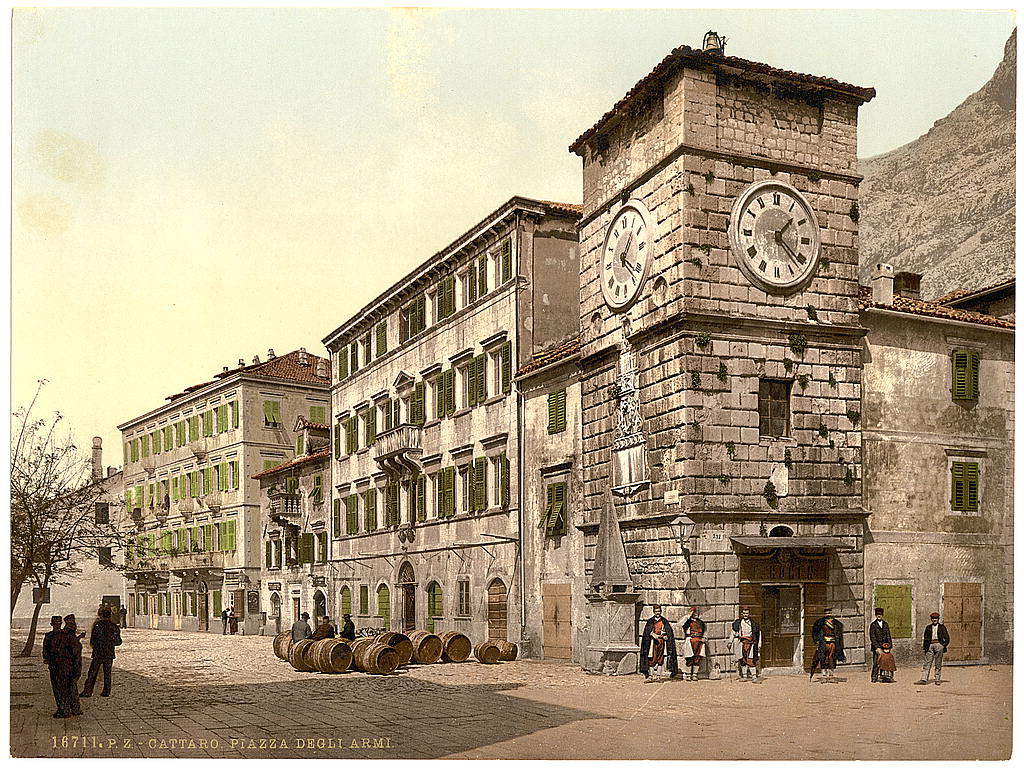
Листівка Старого Каттаро, на якій зображені типові будівлі венеційської архітектури та «Вежа з годинником»

- Листівка Старого Каттаро, на якій зображені типові будівлі венеційської архітектури та «Вежа з годинником» Готична церква святого Миховила була побудована на рештках монастиря Бенедикції з 7 століття із фресками, що датуються 15 століттям.
- Церква Святої Клари датується 14 століттям з надзвичайно красивим мармуровим вівтарем, роботою Франческо Кабіянки, з 18 століття.
- Церква Леді Здоров'я бере свій початок з 15 століття.
- Православна церква святого Миколая була побудована до початку 20 століття з цінною колекцією ікон.

У Которському Старому місті також є численні палаци венеційського стилю: «Палац Драго» з готичними вікнами з 15 століття; «палац Бізанті» з 17 століття; «палац Піма», з типовими венеційськими ренесансовими та бароковими формами з 16 століття; «Палац Грубонія» із вбудованою емблемою старої которської аптеки, створеної у 1326 році; «палац Грегуріна» з 17 століття, який сьогодні містить Військово-морський музей, і нарешті «Вежа з годинником» з 16 століття, з середньовічним стовпом біля нього.